# Quiriti
Quiriti (in latino Quirites) era un termine endoetnonimo che i Romani utilizzavano per designarsi in qualità di cittadini di pieno diritto dell'Urbe.

## Etimologia
Secondo una tradizione antica, il termine sarebbe una corruzione di Curites (cioè abitante dell'antica città di Cures, patria del secondo re di Roma Numa Pompilio), che indicava una tribù dei Curiti Sabini originariamente stanziata sul Quirinale e devota al dio Quirino.
All'origine della città, i Curiti, dopo essersi scontrati coi Latini di Romolo (il leggendario episodio del Ratto delle sabine), vi si fusero divenendo un solo popolo e condividendo coi latini il governo della nascente Roma, tanto che il loro re Tito Tazio regnò assieme a Romolo: da questa unione derivò ai Romani l'appellativo di "Quiriti". Per estensione, nel tempo, l'uso del termine Quiriti passò quindi ad indicare tutti i Romani nella loro condizione di cittadini liberi e dunque parte dello Stato. 
Secondo Plutarco, invece, il termine Quiriti deriverebbe dal termine sabino che indica la spada o la lancia (curis). 
Riallacciandosi dunque all'etimologia plutarchea, lo storico e filologo classico tedesco Theodor Mommsen, polemizzando con quanti ritenevano che il termine derivasse da quello dei primi abitatori del Quirinale, ne sosteneva perciò la derivazione da Quiris-itis o quirinus, ovvero portatore di lancia, utilizzato per indicare il cittadino-soldato, che come individuo, contrapposto al Populus, aveva il diritto di partecipare alle assemblee cittadine, le curie per l'appunto. Accogliendo questa ipotesi, SPQR andrebbe letto quindi come Senatus Populusque Quiritium Romanus.
Per un'altra interpretazione, con Quirites si indicherebbero invece i membri delle Curie.